# Cerkiew Opieki Matki Bożej w Inturkach
Cerkiew Opieki Matki Bożej – prawosławna cerkiew w Inturkach, wzniesiona w 1868.

## Historia
Powstanie cerkwi było związane z osiedleniem się nad Jeziorem Inturskim 30 prawosławnych rodzin chłopskich, które otrzymały ziemię skonfiskowaną polskim szlachcicom – uczestnikom powstania styczniowego. Początkowo obszar ten był przypisany do parafii przy soborze św. Mikołaja w Wilnie. Biorąc jednak pod uwagę znaczną odległość Inturek zarówno od Wilna, jak i od najbliższej innej cerkwi (w Wiłkomierzu), władze gubernialne zgodziły się na powołanie samodzielnej parafii i wsparcie finansowe budowy nowej cerkwi, w której miało mieścić się 200 osób. Na cel budowy przekazano 10 tys. rubli. 
4 czerwca 1865 został położony kamień węgielny pod przyszłą cerkiew, który poświęcił ks. Wiktor Gomolicki, służący w soborze w Wilnie. Na uroczystości był obecny generał-gubernator Wilna. Prace budowlane zakończyły się w 1868. Równolegle z cerkwią wzniesione zostały domy mieszkalne dla proboszcza i psalmisty parafialnego.
W czasie I wojny światowej cerkiew była nieczynna, w 1919 została prowizorycznie odnowiona. Kapitalny remont cerkwi udało się przeprowadzić dopiero dwadzieścia lat później. W czasie II wojny światowej cerkiew pozostała czynna. W 1947 władze stalinowskie nosiły się z zamiarem jej zamknięcia, jednak ostatecznie zgodziły się na jej rejestrację jako czynnej świątyni prawosławnej. Niemniej z powodu systematycznego spadku liczby wiernych od lat 80. nabożeństwa w cerkwi odbywały się tylko 2 razy w miesiącu, a następnie nieregularnie, głównie w ważniejsze święta. W 1990 cerkiew została okradziona. Nieustaleni sprawcy wynieśli z niej szczególnie czczoną ikonę Opieki Matki Bożej, kielich liturgiczny oraz krzyż umieszczony za ołtarzem.

## Architektura
Wejście do budynku prowadzi przez przedsionek, ponad którym wzniesiona jest zwieńczona kopułą z prawosławnym krzyżem dzwonnica. Okna w dzwonnicy, podobnie jak w całym obiekcie, są półkoliste, poniżej dachu obiekt otacza fryz z motywem oślego grzbietu. Ponad kwadratową nawą znajduje się ośmioboczna sygnaturka zwieńczona kopułą z krzyżem. Pomieszczenie ołtarzowe jest zlokalizowane w półkolistej absydzie. Całość malowana jest na kremowy kolor. 
We wnętrzu dwurzędowy ikonostas oraz kilka bocznych ikon, w tym dwie w zabytkowych ryzach. W cerkwi znajdowała się zabytkowa ikona Opieki Matki Bożej, skradziona w 1990. Obecnie zastępuje ją dokładna kopia.